# Sphaerodothis
Sphaerodothis — рід грибів родини Phyllachoraceae. Назва вперше опублікована 1909 року.